# Flugplatz Neuburg-Egweil

i7
i11
i13
Der Sonderlandeplatz Neuburg-Egweil (ICAO-Code: EDNJ) ist der Flugplatz der oberbayerischen Stadt Neuburg an der Donau und der Gemeinde Egweil. Er wird vom Motor-Fliegerclub Neuburg-Egweil e. V. betrieben.

## Geografie
Der Flugplatz liegt etwa einen Kilometer westlich von Egweil und sechs Kilometer nordöstlich von Neuburg im Flurstück Mauretfeld auf einer Höhe von 410 m ü. NN.
Naturräumlich steigt das Gelände westlich und nördlich zum Fränkischen Jura hin auf, südlich und östlich fällt es zum Donautal ab.

## Geschichte
Die Fliegerei wurde in Neuburg bereits seit dem Anfang der 1920er Jahre betrieben, damals in Zell. Der dortige Flugplatz wurde allerdings ab 1936 zum Militärflugplatz ausgebaut und im Zweiten Weltkrieg durch Bombenabwürfe der USAAF im Frühjahr 1945 nahezu völlig zerstört.
Nach der Besetzung im April 1945 durch alliierte Truppen blieb das dortige Gelände zunächst brach liegen und den Deutschen war das Fliegen verboten.
Der nach der Aufhebung des Flugverbotes 1951 wiedergegründete Verein Fluggruppe Neuburg e. V. wurde auf verschiedenen Agrar- und Wiesenflächen 1952 wieder fliegerisch aktiv. Ab 1954 machte man sich daran, in Eigenleistung das Flugfeld in Zell zu revitalisieren und 1957 entstand dort auch eine einfache Leichtbau-Flugzeughalle. Im Jahr 1961 bezog die Luftwaffe den Standort ebenfalls wieder und der Flugbetrieb wurde zusehends schwieriger. Man sah sich nach einem anderen geeigneten Gelände um, tat sich mit dem 1961 gegründeten Motor-Fliegerclub Neuburg-Egweil e. V. zusammen und nahm auf dem heutigen Flugfeld den Betrieb auf. Im Jahr 1962 erfolgte dessen Zulassung als Sonderflugplatz, es wurden Hallen gebaut, eine Werkstatt und 1967 das Fliegerheim. Eine weitere Halle wurde 1984 errichtet und später folgte noch der Tower.
Seit 2012 nutzen die Segelflieger der Fluggruppe Neuburg wieder verstärkt das Rollfeld am Fliegerhorst Neuburg-Zell, sodass in Egweil fast nur noch Motorflug stattfindet.

## Flugplatz und Ausstattung
Der Flugplatz ist zugelassen für Segel- und Motorflugzeuge bis 2000 kg sowie für Hubschrauber bis 5700 kg MTOW (PPR). Der Halter des Flugplatzes ist der Motor-Fliegerclub Neuburg-Egweil e. V.
Es bestehen mehrere Wirtschaftsgebäude und Hangars, ein Tower und ein bewirtschaftetes Vereinsheim. 

## Zwischenfälle
- Am 2. Juni 1979 stürzte ein Flugzeug bei einer versuchten Außenlandung ab, wobei der Pilot ums Leben kam.[7]
- Am 5. Oktober 1984 stürzte ein Flightstar Ultraleicht kurz nach dem Start ab. Das Rettungssystem wurde aktiviert, löste aber wegen der geringeren Höhe nicht aus. Der Pilot verunglückte tödlich.
- Im Jahr 1989 ereignete sich ein weiterer Flugzeugabsturz bei einer Außenlandung. Das Flugzeug wurde zerstört, der Pilot verletzt.[8]
- Am 23. Mai 2014 stürzte eine einmotorige Klemm Kl 107B (Kennzeichen D-ELIK) bei Egweil ab. Keiner der drei Insassen überlebte den Unfall.[9][10]

## Verkehr
Die Staatsstraße ST 2235 erschließt den Flugplatz zu der nordöstlich verlaufenden Bundesstraße 13 oder nach Süden zur Bundesstraße 16 hin. Der ÖPNV bedient den Flugplatz nicht, die nächstgelegenen Zustiegsmöglichkeiten bestehen am Bahnhof Neuburg an der Bahnstrecke Ingolstadt–Neuoffingen oder wochentags in Egweil zur Buslinie 9239.